# Aschenflug
Aschenflug ist die zweite Singleauskopplung des deutschen Popsängers Adel Tawil, in Zusammenarbeit mit den deutschen Rappern Prinz Pi und Sido, aus seinem Debütalbum Lieder.

## Entstehung und Artwork
Geschrieben wurde das Stück gemeinsam von Beatzarre, Friedrich Kautz, Konstantin Scherer, Adel Tawil und Paul Würdig. Produziert wurde die Single von Beatzarre und Konstantin Scherer. Die Veröffentlichung des Liedes erfolgte unter dem Musiklabel Vertigo Berlin. Auf dem Cover der Maxi-Single ist – neben Künstlernamen und Liedtitel – das Gesicht von Tawils, welches in ein brennendes Auge übergeht, zu sehen.

## Veröffentlichung und Promotion
Die Erstveröffentlichung von Aschenflug fand am 1. November 2013 in Deutschland, Österreich und der Schweiz statt. Bis heute ist die Single nur als einzelner Download-Track zu erwerben.

## Hintergrund
Bei Aschenflug handelt es sich um eine weitere Zusammenarbeit von Tawil und Sido. Bereits 2010 nahmen die beiden das Lied Der Himmel soll warten für Sidos MTV Unplugged Live aus’m MV auf. Die Single erreichte Gold-Status und Position zwei der deutschen Single-Charts. Nach vielen veröffentlichten Singles, in denen Tawil als Gastmusiker mitwirkte, ist dies die erste Single Tawils, wo er Gastmusiker an seiner Seite hat.

## Inhalt
Das Lied Aschenflug ist komplett in deutscher Sprache verfasst. Die Strophen werden von Prinz Pi und Sido gerappt, der Refrain wird von Adel Tawil gesungen. Im Lied geht es um die „Höhen und Tiefen“ im Leben, auf positive Momente folgen negative und man muss sich bewusst sein, dass man nur selbst für sein eigenes Handeln verantwortlich ist.

## Musikvideo
Das Musikvideo zu Aschenflug beginnt mit einem Klingeln und einem Klopfen an der Tür. Ein junger Mann (Jan Sprecher) in Unterwäsche bekleidet quält sich aus dem Bett, öffnet die Tür und erfährt von einem Polizeibeamten, dass sein Bruder Timo wegen eines verpassten Gerichtstermins gesucht wird. Nach einem spartanischen Frühstück und einer Zigarette macht sich Jan in der heimischen Plattenbausiedlung auf die Suche nach seinem Bruder. Weder auf dem Basketballplatz noch beim Drogendealer um die Ecke lässt sich der Gesuchte finden. Doch der Suchtrupp wächst an und kurze Zeit später sind drei Jungs und zwei Mädels auf der Suche nach ihm.
Die Suche bleibt erfolglos und deswegen entschließen sich die fünf Heranwachsenden, stattdessen lieber zu feiern. Sie rauchen Joints, klauen Alkohol und fahren ziellos mit der U-Bahn durch die Stadt. Ein geklautes Auto eröffnet völlig neue Möglichkeiten und nach einer Spritztour ist der Tank leer und die Jugendlichen müssen wieder auf den Nahverkehr zurückkommen. Mit dem Bus soll es zurückgehen, doch der Fahrer schmeißt die fünf Partywütigen aus dem Bus.
Das lassen sich die drei Jungs nicht gefallen und prügeln auf den Busfahrer ein. Nach unzähligen Schlägen und Tritten wird vom Berufskraftfahrer abgelassen und dieser flüchtet, gefolgt von der Bande. Ein Autounfall ist die Folge und die schockierten Jugendlichen begreifen zu spät, was gerade passiert ist. Am Ende ist zu sehen, wie sich Jan zum Polizeirevier begibt, um sich zu stellen und für seinen Fehler geradezustehen.
Von Aschenflug wurden zwei Versionen des Musikvideos veröffentlicht, eine Originalversion und eine gekürzte Version. Die Gesamtlänge des Originalvideos beträgt 8:01 Minuten, die gekürzte Version hat eine länge von 4:26 Minuten. Das Musikvideo wurde in Hamburg gedreht. Regie-, Drehbuch- und Produktionsarbeiten stammten von Kim Frank.

## Mitwirkende
| Liedproduktion - Beatzarre: Komponist, Musikproduzent - Prinz Pi: Liedtexter, Rap - Konstantin Scherer: Komponist, Musikproduzent - Sido: Liedtexter, Rap - Adel Tawil: Gesang, Komponist, Liedtexter Unternehmen - Vertigo Berlin: Musiklabel | Musikvideo - Benjamin Erdenberger: Oberbeleuchter - Kai Fischer: Kostümbildner - Kim Frank: Drehbuchautor, Editor, Kameramann, Filmproduzent, Regisseur - Jan Philipp Grelich: 1. Kameraassistent - Florian Heinrich: Beleuchter - Tan Julius Ipekkaya: Schauspieler - Martin Jahnke: Oberbeleuchter - Pierre Koumou-Okandze: Schauspieler - Kailas Mahadevan: Schauspieler - Dennis Mojen: Schauspieler - Eva Nürnberg: Schauspielerin - Tini Sager: Maskenbildnerin - Sophia Schildt: Schauspielerin - Sandra Wessberg: Szenenbildnerin - Corinna Zink: Filmtonmeisterin - Fabian Zink: Filmtonassistent - Gegenlicht Design: Beleuchtung und Zubehör - Kim Frank Produktion: Musikvideo Produktionsfirma |

## Chartplatzierungen
Aschenflug erreichte in Deutschland Position 18 der Singlecharts und konnte sich insgesamt sechs Wochen in den Charts halten. In Österreich erreichte die Single in drei Chartwochen Position 33. In der Schweiz erreichte die Single in einer Chartwoche Position 41 der Charts.
Für Tawil als Interpret ist dies bereits der sechste Charterfolg als Solokünstler in Deutschland, sowie der fünfte in Österreich und der Schweiz. Als Komponist ist dies bereits sein 23. Charterfolg in Deutschland, sowie der zwölfte in Österreich und der zehnte in der Schweiz.
Für Sido als Interpret ist dies bereits der 28. Charterfolg in Deutschland, sowie der 24. Charterfolg in Österreich und der zwölfte in der Schweiz. Für Prinz Pi als Interpret ist dies bereits der siebte Charterfolg in Deutschland, sowie der erste Charterfolg in Österreich und der Schweiz.
Für Djorkaeff als Komponist ist Aschenflug bereits der 25. Charterfolg in Deutschland, sowie der 20. in Österreich und der 14. in der Schweiz. Als Produzent ist dies bereits der 24. Charterfolg in Deutschland, sowie der 18. in Österreich und der 11. in der Schweiz.